# Chokotoff

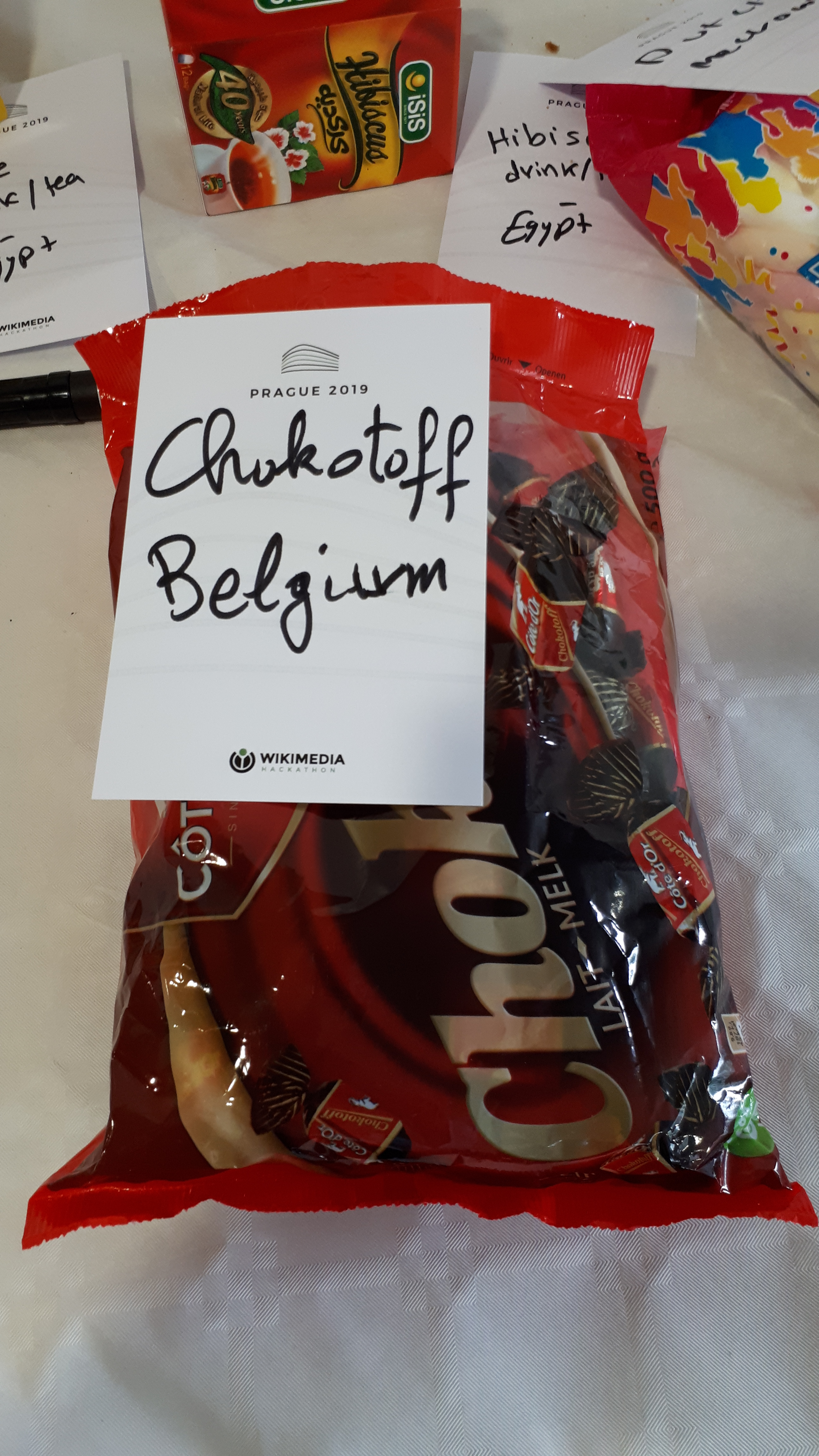
Chokotoff de Belgique pour le Wikimedia Hackathon 2019

Le Chokotoff est une friandise chocolatée d'origine belge de la marque Côte d'Or.
Introduit sur le marché en 1934, le chokotoff est composé d'un « cœur » parallélépipédique de 30 × 15 × 15 mm de caramel semi-dur au chocolat enrobé d'une « croûte » de 2 mm de chocolat noir croquant. Il est emballé dans un papier sulfurisé brun foncé (pour rappeler le chocolat) ; les extrémités tournées en papillote sont imprimées d'un motif « pied-de-poule » doré, la partie centrale est couverte d'un papier aluminium laminé or et brun, portant le nom « Chokotoff », la marque Côte d'Or et son emblème, l'éléphant.
Le nom de cette friandise combine le préfixe choko (chocolat) et la contraction du mot « toffee » ; il est aussi probable que son créateur ait voulu faire un jeu de mots avec le mot « tof » qui en dialecte bruxellois signifie bon, plaisant, agréable.
En 2010, Côte d'Or a lancé un nouveau Chokotoff. Il s'agit du Chokotoff blanc, pour lequel le cœur au caramel reste le même, mais où le chocolat noir est remplacé par du chocolat blanc.
En juin 2011, le groupe Kraft Foods, propriétaire de la marque Côte d'Or, annonce la délocalisation en Europe de l'Est, prévue pour 2013, de la fabrication du chokotoff. Le chokotoff, produit depuis sa création dans l'usine historique d'Anderlecht (Bruxelles), puis dans la nouvelle usine de Hal (Belgique) ouverte en 1989, devait, dès 2012, être produit en Lituanie à partir de chocolat belge ; la perte de ce symbole suscitait de vives réactions du personnel. Cependant, en février 2012, le syndicat socialiste (BBTK) a annoncé que la production restait à Hal, réduisant ainsi les pertes d'emplois.